# Nu regret tinerețea
Nu regret tinerețea este un film japonez din 1946, regizat de Akira Kurosawa.